# 刘群英
刘群英（1955年11月—），女，山东淄博人，中华人民共和国政治人物，曾任福建省妇女联合会党组书记、主席，福建省人大常委会副主任。